# Шивкумар Шарма
Шивкумар Шарма (на догри: शिवकुमार शर्मा) е индийски музикант.
Той е роден на 13 януари 1938 година в Джаму в семейството на музикант от етническата група догра. Започва да се занимава с музика от ранна възраст, а в средата на 50-те години започва професионалната си кариера. През следващите години придобива широка известност, популяризирайки инструмента сантур. През 1967 година издава с Харипрасад Чаурасия и Бридж Бхушан Кабра албума „Call of the Valley“, който придобива международна известност и изиграва важна роля за популяризирането на традиционната индийска музика по света.